# Banco Nacional de Camboya
El Banco Nacional de Camboya (en jemer: ធនាគារជាតិនៃកម្ពុជា), es el banco central de Camboya y tiene su sede en la capital Phnom Penh. Los deberes del banco incluyen el manejo de la política monetaria, la regulación de los bancos y las instituciones financieras y el control de la moneda nacional, el riel camboyano.

## Historia
El banco fue fundado en 1954 después que el Indochina Printing Institution cerrara cuanto Camboya obtuvo su independencia de Francia. El Banco Nacional de Camboya también es llamado el "Banco Rojo" o el "Banque Rouge".
En abril de 1975, tras la llegada de los Jemeres Rojos al poder, se cerraron todos los bancos y se abolió el dinero debido a su oposición al capitalismo, siendo dinamitado el Banco Nacional. El Banco fue reconstruido en 1979.

## Funcionamiento
Es un banco central autónomo con una junta de 7 miembros responsable de establecer políticas operacionales y emitir decisiones, regulaciones y otras directivas. El BNC supervisa el sistema bancario como banco oficial del país. Se organiza en 4 áreas: el Cajero General, el Directorio General, la Secretaría General y la Inspección General. Desde 2013 Chea Chanto es el presidente de la junta de directores y gobernador del banco.

## Sucursales
- Phnom Penh
- 21 sucursales en el país[10]